# موشوفتسيه
موشوفتسيه (بالسلوفاكية Mošovce) بلدة سلوفاكية تقع في الجزء الأوسط من البلاد، وتتبع لمقاطعة تورتشينسكي تيبليتسي.

## تاريخ
تعرف موشوفتسيه وهي أكبر بلدات المقاطعة بوفرة معالمها الأثرية التي تشهد على تاريخها الحافل والذي يعود لأكثر من 770 عاما، حيث تعود أول إشارة للبلدة لعام 1233 عندما ذكرت في سجلات الملك المجري أندرو الثاني.
تغير اسم البلدة عبر التاريخ وأخذ أشكالا مختلفة من Mossovych و Mosocz و Mossowecz وصولا إلى Mošovce حاليا لكن يعتقد بأن أصل التسمية هو Terra Moys (تيرا مويس) والتي تعني بالسلافية أرض مويشا.
تطورت موشوفتسيه تدريجيا لتصبح قرية ملكية ذو قضاء مستقل ومن ثم في منتصف القرن الرابع عشر إلى بلدة ذات امتياز تابعة لقلعة بلاتنيتس الملكية، ثم انتقلت عام 1527 إلى أملاك أسرة ريفاي ولمدة 400 سنة عانى خلالها سكان البلدة من تراجع في حقوقهم المدنية.
عرفت البلدة فترة ازدهار كانت فيها مركزا حرفيا هاما في إقليم توريتس (turiec) حيث شكلت فيها عدة نقابات حرفية بلغت 15 نقابة كان من أشهرها نقابة الفرائين.

## طبيعة
تتميز موشوفتسيه ببساتينها الخضراء التي تتخللها دروب مزدانة بالأشجار ورقاع العشب لتصلها بسلسة جبال الفاترا الكبرى بقممها تلستا اوسترا ودرينوك حيث تعتبر من أكثر السلاسل الجبلية جذبا للسياح في سلوفاكيا.
تحيط بموشوفتسيه سهول بلاتنيتسكا وغاديرسكا والتي تنتشر فيها أحجار الكلس وبلورات الدولوميت ذات الأشكال الفريدة.
يمر بالبلدة نُهير يسمى موشوفكا والذي يتفرع داخل البلدة إلى فرعين : فرع رئيسي وفرع يدعى بالمجرى العلوي استعمل فيما مضى لتحريك طاحونة ماء.

## معالم أثرية
من أشهر معالم البلدة العزبة ذات الطراز الرَكوكي الكلاسيكي والتي تعود إلى النصف الثاني من القرن الثامن عشر.
كنيسة كاثوليكية مبنية على الطراز القوطي المحدث حلت محل كنيسة أثرية سابقة وكنيسة إنجيلية تعود لعام 1784.
بالإضافة إلى متحف للحرف اليدوية، دفيئة زجاجية على الطراز المُحدَث ومقصورة حدائقية تعود لعام 1800.

## أعلام
من أشهر أعلام البلدة، المؤلف الموسيقي والأكاديمي فريتسو كافيندا (1883-1963)، الكاتبة أنا لاتسكوفا-زورا (1899-1988)، الناقد الأدبي والمؤرخ والشاعر شتيفان كرتشميري (1892-1955)، الكاتب المسرحي يور تيساك موشوفسكي (1545-1617)، الكاتب الديني ومؤسس فوج الإطفاء التطوعي السلوفاكي ميلوسلاف شميد (1881-1934)، ولاعب كرة القدم ألكساندر هورفات (1938-2022).
لكن يبقى من أهم أعلام البلدة على الإطلاق الفيلسوف والشاعر القس الإنجيلي يان كولار (1793-1852) Ján Kollár والذي اشتهر بمجموعته الشهرية سلافي دتسيرا (Slávy Dcera) وتعني بالسلوفاكية ابنة سلافا والتي ترجمة إلى عدة لغات.

## وصلات خارجية
- www.mosovce.sk الموقع الرسمي
- معلومات عن موشوفتسيه بالإنكليزية

## صور

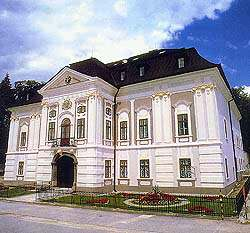
العزبة ذات الطراز الرَكوكي الكلاسيكي في موشوفتسيه
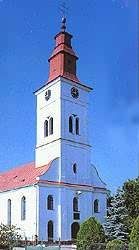
الكنيسة الإنجيلية في موشوفتسيه
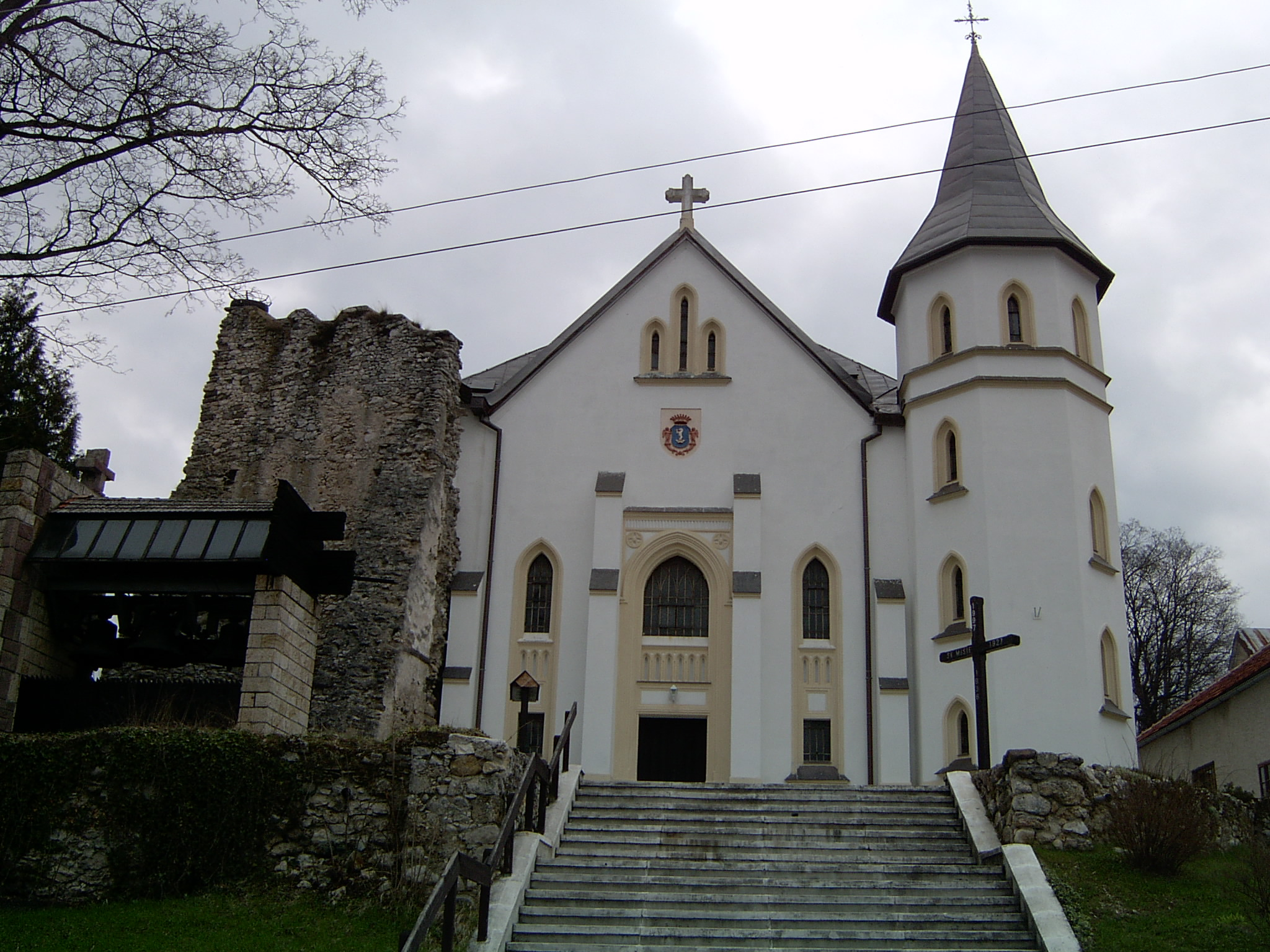
الكنيسة الكاثوليكية في موشوفتسيه
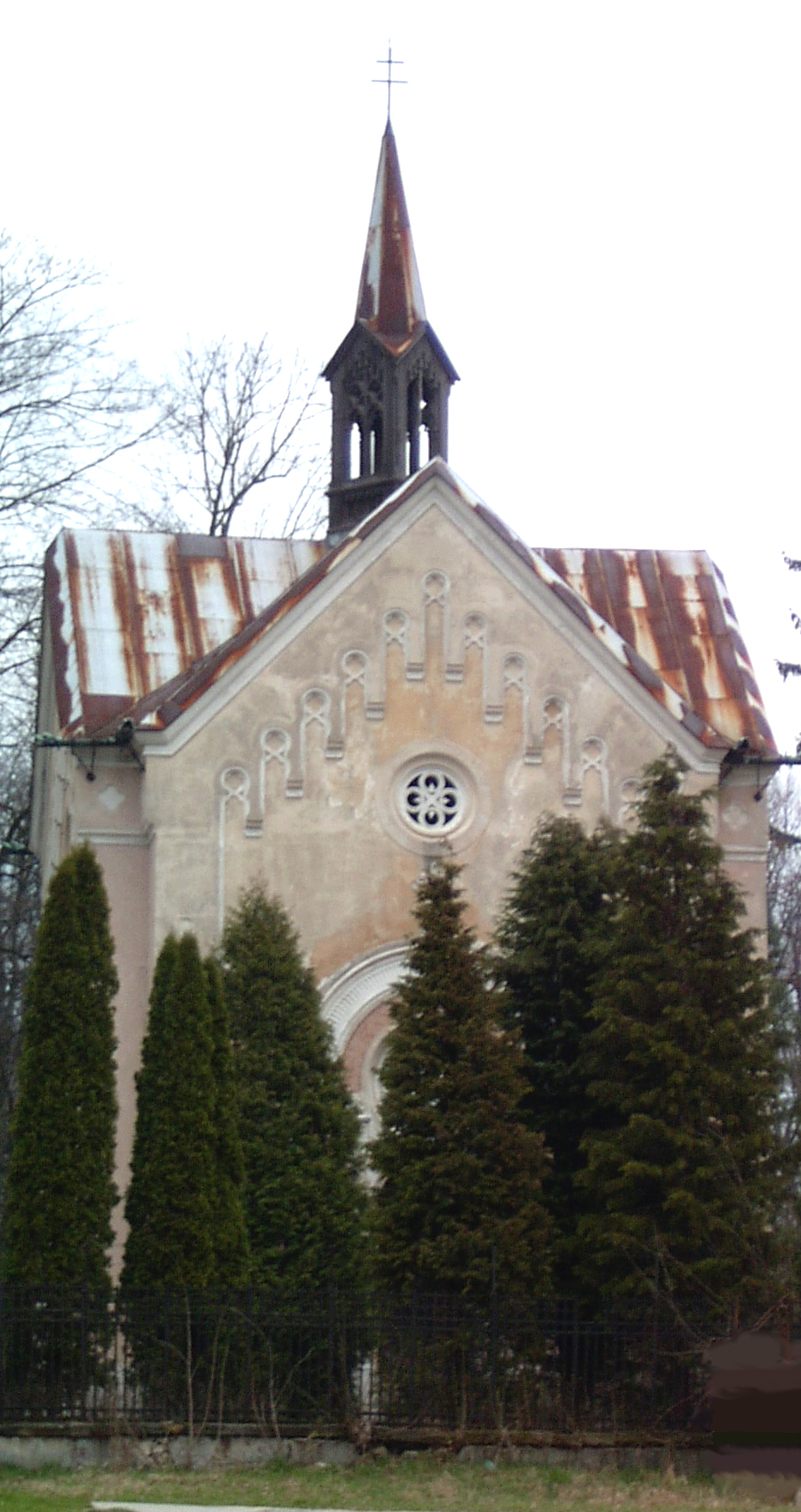
متحف الحرف اليدوية في موشوفتسيه
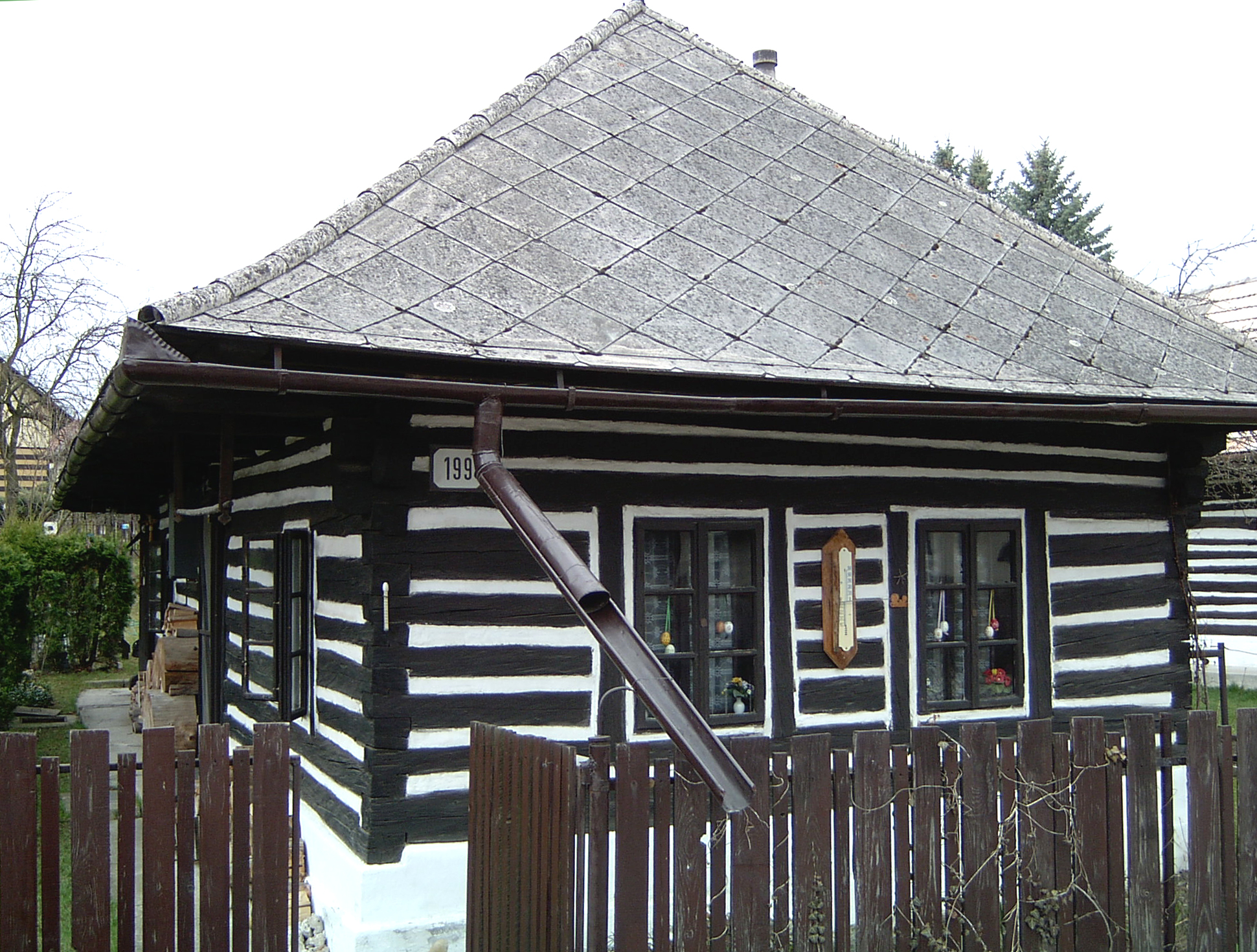
العمارة التقليدية لبيت في موشوفتسيه
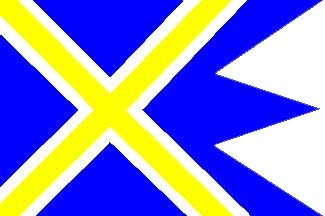
علم موشوفتسيه
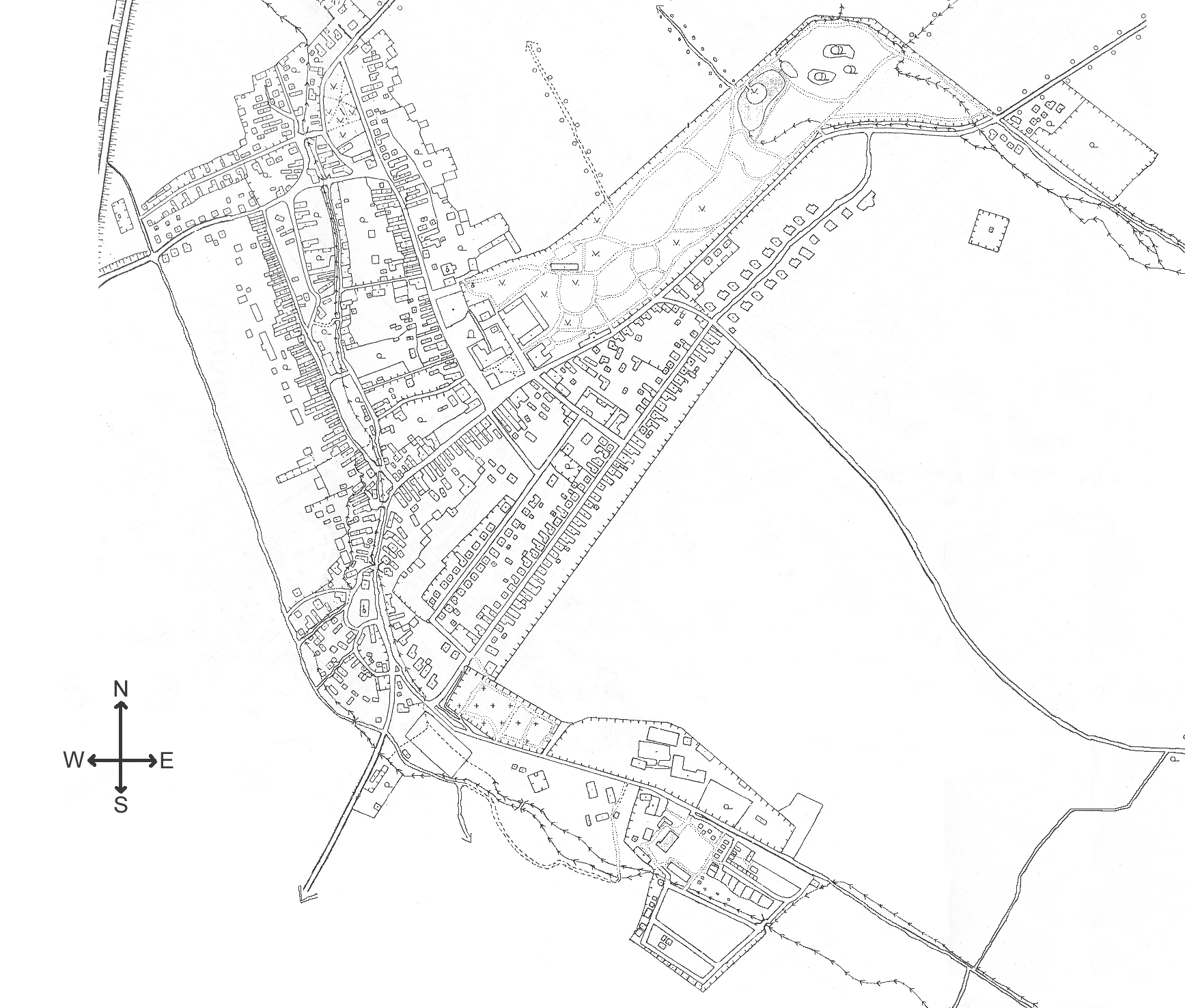
خريطة موشوفتسيه